# Wives Never Know
Pour plus de détails, voir Fiche technique et Distribution.
 Wives Never Know est un film américain réalisé par Elliott Nugent et sorti en 1936.

## Fiche technique
- Réalisation : Elliott Nugent
- Scénario : Frederick Hazlitt Brennan, Edwin Justus Mayer
- Producteur : Harlan Thompson
- Photographie : George T. Clemens
- Montage : Richard C. Currier
- Genre : Comédie[1]
- Musique : Boris Morros, Phil Boutelje, Harold Lewis, Ralph Rainger
- Production : Paramount Pictures
- Durée : 75 minutes
- Date de sortie : 13 septembre 1936

## Distribution
- Charlie Ruggles : Homer Bigelow
- Mary Boland : Marcia Bigelow
- Adolphe Menjou : J. Hugh Ramsey
- Vivienne Osborne : Renée La Journée
- Claude Gillingwater : Mr. Gossamer
- Fay Holden : Mrs. Gossamer
- Louise Beavers : Florabelle
- Constance Bergen : Miss Giddings
- Purnell Pratt : Higgins
- Suzanne Kaaren : Miss Flinton
- Irving Bacon : Dr. Mumford
- Edward LeSaint : Mr. Banker
- Henry Roquemore : Mr. Merchant
- Edward Earle : Mr. Lawyer
- Roger Gray : Farmer
- Arthur Housman : Snorter
- Tom Kennedy : Bartender
- Priscilla Lawson : Laboratory Assistant
- Jack Mulhall : Scout
- Frank O'Connor : Police Sergeant
- Lee Shumway : Police Sergeant
- Edward Gargan : Officer
- Lee Phelps : Doorman
- James Pierce : Dentist
- Ernest Shields : Drunk
- William Irving : Drunk
- Billy Bletcher : Drunk
- Lillian West : Gossip
- John M. Sullivan : Director
- Ben Taggart
- Ellen Drew (non créditée)